# Athée-sur-Cher
 Athée-sur-Cher  es una población y comuna francesa, situada en la región de  Centro, departamento de Indre y Loira, en el distrito de Tours y cantón de Bléré.

## Demografía
| 1094 | 1063 | 1256 | 1506 | 1819 | 2019 |
| Para los censos de 1962 a 1999 la población legal corresponde a la población sin duplicidades (Fuente: INSEE [Consultar]) |      |      |      |      |      |